# Оловягин, Николай Петрович
Николай Петрович Оловягин (1850 — 30 апреля 1918, Таганрог) — русский архитектор, инженер-технолог, педагог. Действительный статский советник, первый директор Таганрогского технического училища (ныне — Таганрогский авиационный колледж им. В. М. Петлякова).

## Биография
Родился в 1850 году (по другим данным — в 1853), был сыном чиновника. В 1871 году окончил механический факультет Санкт-Петербургского технологического института со званием технолога 1-го разряда. Работал на Камско-Воткинском броневом заводе; с 1873 года — механиком, с 1875 — помощником управляющего по технической части.
С 1878 по 1889 гг. преподавал в Сарапульском Алексеевском реальном училище. Также был архитектором Сарапульской городской управы. С 1889 года работал в Красноуфимском промышленном училище и затем переводится в Пермское горнозаводское училище. Был автором проекта каменной колокольни Покровской церкви в селе Выезд Сарапульского уезда. Колокольня выполнена в стиле упрощённого позднего классицизма.
В 1899 году стал первым директором новообразованного Таганрогского восьмиклассного технического училища (ныне Таганрогский авиационный колледж им. В. М. Петлякова), где также преподавал арифметику и механику. В 1905 году получил чин действительного статского советника. Ему удалось в короткий срок собрать квалифицированный коллектив преподавателей, а также организовать при училище ремесленную школу для детей. Ученики работали в столярной, слесарной, механической мастерских, в кузнице, машинном и литейном отделениях. В общем и целом открытие технического училища стало началом профессионального образования рабочих в Таганроге. Всего Оловягин проработал в должности директора училища почти 19 лет.
В Таганроге Оловягин также стал учредителем городского комитета попечительства о народной трезвости и воскресных школ, при котором функционировали 2 чайные, 3 библиотеки-читальни, а также организовывались народные гулянья, спектакли, благотворительные танцевальные вечера и прочие мероприятия.
С 1 января 1905 года — действительный статский советник . В 1909 году избирался в Городскую думу от общества «Самопомощь».

## Семья
Его сын Борис - юрист, работал помощником присяжного поверенного, затем заместителем прокурора в Луганске. Активный участник революционных событий 1917, был избран заместителем председателя Общественного комитета, затем депутатом первого Луганского Совета.
Сын Николай - горный инженер, работал на шахтах в Донбасе.
Внучка Ольга Николаевна ( в дальнейшем Маевская )- училась в Харьковском медицинском институте, из за революционных событий 1917, пришлось оставить обучение, после всех революционных перепетий оказалась в Геленджике, работала фельдшером.
Внук Борис Борисович - участник Великой Отечественной войны, орденоносец.
Правннук Бирин Эдуард Григорьевич 1933 года рождения-по настоящее время проживает в Геленджике.